# حادثة بيترا لازلو
حادثة بترا لازلو هي واقعة حدثت بتاريخ 8 سبتمبر 2015 في روسكا في المجر أثناء أزمة المهاجرين السوريين إلى أوروبا، عندما تم تسجيل تدخل عنيف من طرف الكاتبة والصحفية المجرية بيترا لازلو وهي تركل عددا من المهاجرين السوريين والأطفال الفارين من الحرب في ديارهم. بعدما انتشر لقطات للحادث على وسائل الإعلام وعلى الإنترنت. على الرغم من أنها ليست الحالة الأولى لكن ما ترتب على انتشار هذه الحادثة على وسائل الإعلام والإنترنت تمت إقالة الصحفية لازلو من القناة التلفزيونية التي كانت تعمل معها، وقد وجهت إليها تهمة خرق السلام في سبتمبر / أيلول 2016، بيد أن في العام 2018 قامت المحكمة العليا المجرية بإخلاء سبيل المتهمة لازلو من التهمة الموجهة إليها.

## معلومات
1. ↑  تم وصف التهمة على أنها سلوك غير منضبط؛ لكن الصياغة التي استخدمتها النسخة الرسمية للغة الإنجليزية من البيان الصحفي للسلطات المجرية كان خرق السلام.[4]